# Акт зречення влади Гетьманом П. Скоропадським
Акт зречення влади Гетьманом Павлом Скоропадським — письмовий документ, який засвідчив зречення від влади Гетьмана 14 грудня 1918 року.

## Зміст
У цьому Акті Павло Скоропадський звертався до усіх установ та військових частин України з офіційною відмовою від влади. Аргументуючи це тим, що він не зміг вивести країну з того важкого становища, у котрому вона знаходилась і заради блага України покидає свою посаду.

## Текст документа
|  | Усім, усім по установам України. Усім військовим частинам та установам. Я, Гетьман всієї України, протягом семи з половиною місяців усі свої сили клав на те, щоби вивести країну з того важкого становища, у котрому вона знаходилася. Бог не дав мені сили впоратися з цим завданням. Нині з огляду на умови, що склалися, керуючись винятково благом України, від влади відмовляюся. Павло Скоропадський. 14 грудня 1918 року, місто Київ |